# BandNews FM Rio de Janeiro
BandNews FM Rio de Janeiro é uma emissora de rádio brasileira  concessionada em Nilópolis, porém sediada no Rio de Janeiro, respectivamente cidade e capital do estado homônimo. Opera no dial FM, na frequência 90,3 MHz, e é uma emissora própria da BandNews FM. Pertencente ao Grupo Bandeirantes de Comunicação, foi criada em 2005 através de um joint venture com o Grupo O Fluminense, proprietário da frequência 94,9, onde funcionou até 2017. Seus estúdios estão localizados em Botafogo, e sua antena de transmissão está no topo do Morro do Sumaré.

## História
A BandNews FM Fluminense foi fundada em 20 de maio de 2005, após acordo firmado pelo Grupo Bandeirantes de Comunicação e o Grupo O Fluminense, substituindo a antiga Fluminense FM em 94.9 MHz. A emissora estreou junto com a rede, a BandNews FM, além de outras duas filiais localizadas em Belo Horizonte e Porto Alegre. No mês seguinte após sua estreia, a CBN Rio de Janeiro entrou no dial FM, criando uma concorrência direta entre as duas estações.
Em 2010, a BandNews FM Fluminense foi eleita a melhor rádio do Rio de Janeiro, através de escolha do juri do Prêmio Radialistas 2010. O redator Mário Dias Ferreira também foi premiado. Em 2011, passa a registrar mais ouvintes por minuto que sua matriz em São Paulo, sendo a emissora da rede com a maior audiência.
À meia-noite do dia 1.º de fevereiro de 2017, assumiu a frequência 90.3 MHz, que era da MPB FM, passando a transmitir simultaneamente nas duas frequências. A emissora estava prevista para deixar a antiga frequência em maio de 2017, encerrando também a parceria com o Grupo O Fluminense. Por conta da troca, a emissora mudou de nome e deixou de adotar a marca "Fluminense", passando a se chamar BandNews FM Rio de Janeiro.
Posteriormente, uma campanha de divulgação da nova frequência foi produzida pela 3A Worldwide e a emissora anunciou que iria permanecer somente em 90.3 MHz a partir de 3 de maio. No entanto, o Grupo Bandeirantes adiou a mudança em função do anúncio da estreia da Alpha FM Rio em 94,9 MHz, uma parceria com o Grupo Camargo de Comunicação. A BandNews FM Rio de Janeiro deixou a frequência em 22 de maio, quando entrou a programação de expectativa da Alpha FM, com estreia oficial prevista para junho. No entanto, o horário matinal comandado por Ricardo Boechat foi mantido até o final do mês de maio.

## Esportes
A BandNews FM Rio teve as primeiras transmissões esportivas em 2012, com a equipe liderada pelo veterano locutor José Carlos Araújo, recém-saído da Rádio Globo e já atuante no Grupo Bandeirantes, enquanto apresentador da edição local do Jogo Aberto na Band Rio. As transmissões começaram em 23 de maio daquele ano com Fluminense x Boca Juniors pela Copa Libertadores da América de 2012. Ainda naquele ano, o futebol passou a ser feito em cadeia com a estreada Bradesco Esportes FM, emissora de rádio 100% dedicada ao esporte. Em 30 de dezembro de 2013, ele e a equipe deixaram o Grupo. Em 2014, uma nova equipe estreou tendo entre outros Cyro Neves, Freitas Neto, Fernanda Maia e Sandro Gama, estes dois últimos conciliando com a TV Band, sendo que Sandro, então repórter, assumiu a posição de narrador. Em março de 2015, devido a crise financeira da Band, a equipe esportiva foi desfeita e a rádio não fez mais transmissões.
Em 21 de abril de 2019, dia da final do Campeonato Carioca de 2019, a emissora voltou a fazer transmissões esportivas, agora com a equipe liderada por Edílson Silva, narrador e apresentador, tendo entre outros Ronaldo Castro, Roberto Dinamite, Evaldo José, Antônio Carlos Duarte e Cláudio Perrout. Em 2020, houve os reforços de Jota Santiago, Bruno Cantarelli, Bruno Azevedo e Carla Matera. Em 1 de julho de 2020, devido a crise provocada pela Pandemia de COVID-19, a BandNews FM voltou a encerrar a equipe esportiva no Rio.
Em 18 de abril de 2022, a emissora estreou a versão local do BandNews na Área, sendo exibida diariamente às 11h da manhã com Glenda Kozlowski e Getúlio Vargas.
No dia 10 de janeiro de 2023, foi confirmado que a rádio voltará a ter transmissões esportivas a partir do Campeonato Carioca de 2023.